# Ellen Wangerheim
Ellen Ingegerd Wangerheim (* 1. September 2004) ist eine schwedische Fußballspielerin, die seit 2020 bei Hammarby IF unter Vertrag steht und 2025 erstmals in der schwedischen Fußballnationalmannschaft der Frauen spielte.

## Werdegang

### Vereine
Wangerheim begann bei Saltsjö-Boo IF mit dem Fußballspielen. Mit 15 Jahren wechselte sie zu Hammarby IF. Die Stürmerin trug gleich in ihrer ersten Zweitligasaison in 15 Spielen mit zwei Toren zum Aufstieg in die Damallsvenskan bei. In der ersten Erstligasaison kam sie für Hammarby zu 22 Einsätzen. Aufgrund eines Kreuzbandrisses hatte sie 2022 nur acht Ligaeinsätze und kam auch in der Saison 2023 erst im Juni nach dem gewonnenen Pokalfinale wieder zum Einsatz. In 14 Spielen erzielte sie aber acht Tore, womit sie bei der Meisterschaft ihres Verein Hammarbys zweitbeste Torschützin war. Sie qualifzierten sich für die UEFA Women’s Champions League 2024/25, wo sie sich im Meisterweg gegen Benfica Lissabon durchsetzten und für die Gruppenphase qualifizierten. Hier konnten sie aber nur die beiden Spiele gegen SKN St. Pölten gewinnen. Gegen Titelverteidiger FC Barcelona und Manchester City wurden die vier Spiele verloren, so dass sie als Gruppendritte ausschieden. Wangerheim wurde in beiden Qualifikations- und fünf Gruppenspielen eingewechselt und erzielte ein Tor bei der 1:2-Niederlage gegen Manchester City.  In der Saison 2024 wurde sie nur in einem von 26 Ligaspielen nicht eingesetzt und erzielte 13 Tore. Als Dritte qualifizierten sie sich für die Qualifikation zur UEFA Women’s Champions League 2025/26. Beim 2:0-Sieg im Pokalfinale 2024/25 erzielte sie beide Tore.

### Nationalmannschaften
Wangerheim bestritt vier Spiele für die schwedische U-15-Nationalmannschaft, spielte dann mit 16 Jahren zweimal für die U23-Mannschaft. Mit der U19-Mannschaft qualifizierte sie sich im September 2021 für die zweite Qualifikationsrunde zur Europameisterschaft 2022, qualifizierte sich dann auch für die Endrunde, an der sie aufgrund ihres Kreuzbandrisses nicht teilnehmen konnte. Im Mai 2024 wurde sie erstmals für die A-Nationalmannschaft für zwei EM-Qualifikationsspiele gegen Irland nominiert. Sie kam in den beiden Spielen aber nicht zum Einsatz.  Ihren ersten Einsatz hatte sie knapp ein Jahr später am 4. April 2025 beim 3:2-Sieg gegen Italien in der Nations League, wobei sie in der 73. Minute eingewechselt wurde. Auch bei den beiden letzten Spielen in der Nationsleague wurde sie jeweils eingewechselt.
Am 11. Juni wurde sie auch für die EM-Endrunde in der Schweiz nominiert. Sie war die zweijüngste Spielerin im Kader und die Feldspielerin mit den zweitwenigsten Länderspielen. Im Turnier wurde sie im zweiten und dritten Gruppenspiel eingewechselt. Ihre Mannschaft schied im Viertelfinale durch eine Niederlage im Elfmeterschießen gegen Titelverteidiger England aus.

## Erfolge
- Schwedische Meisterin 2023
- Schwedische Pokalsiegerin 2022/23 (ohne Einsatz) und 2024/25 (Finaltorschützin)